# Der Bastard (1968)
Der Bastard (Originaltitel: I bastardi) ist ein italienisch-französisch-deutscher Gangsterfilm, ein sogenannter Poliziottesco, von Duccio Tessari aus dem Jahr 1968 mit Giuliano Gemma, Klaus Kinski und Rita Hayworth.

## Handlung
Jason und Adam sind zwei erfahrene Gangsterbrüder. Ihre Mutter Martha, die hin und wieder zur Flasche greift, hofft, dass sie ihren Geburtstag gemeinsam mit ihren beiden Söhnen verbringen kann. Jason, der soeben in Phoenix Juwelen im Wert von über 200.000 Dollar erbeutet hat, wird mit seinen beiden Komplizen von Mitgliedern einer rivalisierenden Bande überfallen. Beim darauffolgenden Kampf überlebt Jason als Einziger.
Als wäre nichts geschehen, feiert er kurze Zeit später zusammen mit Bruder Adam den Geburtstag seiner Mutter, die sich nichts sehnlicher wünscht, als dass ihre Söhne gut miteinander auskommen. Daraufhin verbringt Jason einige Tage mit seiner Freundin Karen, nicht ahnend, dass Adam beschlossen hat, ihm die geraubten Juwelen abzujagen. Zu diesem Zweck stiehlt Adam zunächst Jasons Wagen und lässt ihn durchsuchen. Doch die Diamanten sind nicht zu finden. Um das Versteck der Beute ausfindig zu machen, greifen Adam und seine Männer Jason und Karen auf. Selbst als sie Jasons Schusshand ruinieren, weigert sich dieser zu reden. Erst als Adam Anstalten macht, Karen zu vergewaltigen, gibt Jason widerwillig nach und verrät den Aufenthaltsort der wertvollen Steine. Schockiert muss er jedoch feststellen, dass Karen in Wahrheit auf der Seite seines Bruders steht und ihn die ganze Zeit hintergangen hat.
Gefesselt und erschöpft wird Jason zwei Tage später von der Farmerin Barbara gefunden und von dieser wohlwollend gesund gepflegt. Auf Rache schwörend, bringt er sich in der Folgezeit das Schießen mit der linken noch unversehrten Hand bei. Als er zusammen mit Barbara zu seiner Mutter fährt, berichtet ihm diese, dass Adam und Karen nach Mexiko gereist seien. Er entschließt sich daher, allein seinem Bruder und Karen zu folgen, um die Rechnung zu begleichen. In Mexiko eingetroffen, kommt ihm bezüglich Karen ein heftiges Erdbeben zuvor, das sie das Leben kostet. Adam wird zwar durch die plötzliche Naturgewalt verletzt, doch er lebt – unter Trümmern begraben. Als Jason ihn findet, zögert er nicht, ihn zu befreien, aber nur um ihn anschließend erbarmungslos zu erschießen.

## Hintergrund
Der Bastard wurde in Rom, Madrid, Arizona, Nevada und New Mexico gedreht. Die Filmbauten wurden dabei von Luigi Scaccianoce gestaltet. Für die Ausstattung sorgten Bruno Cesari und Dante Ferretti. Ursprünglich sollte Joan Crawford die Rolle der Martha übernehmen, doch wegen Unstimmigkeiten beim Skript verließ sie das Projekt. Rita Hayworth sprang für sie ein und sprach als einzige der Darsteller die drei Versionen in Englisch, Italienisch und Französisch selbst.
Am 30. Oktober 1968 fand die Uraufführung von Der Bastard in Italien statt. In Deutschland kam der Film am 6. Juni 1969 in die Kinos. Im englischen Sprachraum erschien der Film unter verschiedenen Titeln: The Bastard, The Cats und Sons of Satan.
Der Filmsong Love and Money wurde von Nicole Croisille interpretiert.

## Kritiken
Für das Lexikon des internationalen Films war Der Bastard ein „[v]on brutalem Zynismus geprägter, handwerklich raffinierter Gangsterfilm mit großartigen Darstellerleistungen (die Hayworth als schrullige Verbrechermutter, Gemma/Kinski als Bruderpaar) und kunstvoller Fotografie“. Der Evangelische Filmbeobachter zog ein deutlich weniger positives Fazit: „Ein formal gut gemachter Verbrecherfilm, dessen überdimensionale Darstellung von Gewalt man als Groteske verstehen möchte. Da jedoch eine derartige Absicht oder Wirkung zweifelhaft bleibt, ist dieser Film auch für Erwachsene abzulehnen.“

## Deutsche Fassungen
Später veröffentlichte Fassungen, darunter auch die der 2012 erschienenen deutschen DVD, enden abrupt mit der Erschießung Adams durch Jason. Laut der Inhaltsangabe im Neuen Filmprogramm (Nr. 5368) war die ursprüngliche Fassung an dieser Stelle jedoch nicht beendet. In der eigentlichen Schlussszene treffen Barbara und Martha in Mexiko ein, nachdem sie im Fernsehen von dem Erdbeben gehört haben. Martha erschießt Jason und will mit Barbaras Hilfe ihre beiden Söhne für das Begräbnis herrichten. In diesem Filmprogramm befindet sich auch ein Foto, das aus der ursprünglichen Schlusssequenz stammt. Es zeigt Rita Hayworth mit einem Revolver in der Hand, im Hintergrund ist Claudine Auger zu sehen.
Die ebenfalls 2012 erschienene US-amerikanische DVD enthält ebendiese Szene. Die Tötung Jasons durch Martha wird ohne Ton gezeigt; im Hintergrund ist lediglich Musik zu hören. Ein zusätzlicher Verfremdungseffekt wird durch das Einfügen von Standfotos – es handelt sich um Großaufnahmen von Jason und Martha – erzielt. Von einer Herrichtung der Söhne für die Beerdigung ist am Ende nicht die Rede.
Die deutsche Synchronfassung entstand 1969 in Berlin.
| Rolle   | Darsteller     | Synchronsprecher      |
| ------- | -------------- | --------------------- |
| Jason   | Giuliano Gemma | Uwe Friedrichsen      |
| Adam    | Klaus Kinski   | Gerd Martienzen       |
| Martha  | Rita Hayworth  | Tilly Lauenstein      |
| Barbara | Claudine Auger | Renate Küster         |
| Karen   | Margaret Lee   | Almut Eggert          |
| Jimmy   | Serge Marquand | Gert Günther Hoffmann |